# Hedone
Hedone was een godin uit de Griekse mythologie. In de Romeinse mythologie heette ze Voluptas.

## De theorie van Aristoteles
Aristoteles identificeerde het als een van de twee elementen of componenten van pathe, terwijl de andere lype of pijn was. De filosoof beschreef pathe met deze woorden: 'Laat de emoties al die dingen zijn waardoor mensen van gedachten veranderen en van mening verschillen over hun oordelen, en die gepaard gaan met pijn en plezier.'  
Hēdonē, in de aristotelische ethiek, maakt deel uit van de filosofische beschrijving van deugdzaamheid en dat plezier (samen met pijn) het karakter van een persoon onthult.  Het is goed als het een gevolg is van een deugdzaam leven, in tegenstelling tot de positie van sommige filosofen zoals Aristippus, die stelt dat het helemaal goed is.  Om het concept goed of waar te laten zijn, moet het in overeenstemming zijn met de natuur, de rede of deugd en dat, hoewel hēdonē kan harmoniseren met deze drie, Aristoteles er minder waarde aan hechtte.  Een voorbeeld is het concept van gepast plezier of oikeia hedone, die is besproken in Poëtica en beschouwd als een proces van herstel.  Martin Heideggers interpretatie van de aristotelische filosofie legt uit dat plezier een beweging van de ziel is en dat daaruit rust voortkomt. 
Hedone was de dochter van Eros en Psyche. Ze was de godin van het plezier en genot. Hēdonē (ἡδονή) is een Oudgrieks woord dat 'plezier' betekent. Het woord hedonisme is hiervan afgeleid. 

## Bron
- Deels vertaald van de Engelstalige Wikipedia: en:Hedone